# Шатијон ле Роа
Шатијон ле Роа (фр. Châtillon-le-Roi) насеље је и општина у централној Француској у региону Центар (регион), у департману Лоаре која припада префектури Питивје.
По подацима из 2011. године у општини је живело 278 становника, а густина насељености је износила 61,23 становника/km². Општина се простире на површини од 4,54 km². Налази се на средњој надморској висини од 129 метара (максималној 136 m, а минималној 118 m).

## Демографија
| 1962. | 1968. | 1975. | 1982. | 1990. | 1999. | 2011. |
| ----- | ----- | ----- | ----- | ----- | ----- | ----- |
| 214   | 226   | 200   | 241   | 269   | 274   | 278   |

График промене броја становника у току последњих година